# Christina Moberg
Christina Moberg, född 1947, är en svensk professor i organisk kemi vid KTH.
Moberg doktorerade 1975 vid KTH på en avhandling med titeln Nickelocene, cobaltocene, and cyclopentadienyl (tributylphosphine)-copper in organic synthesis. Hennes forskning är inriktad mot organisk syntes.
Moberg invaldes 1998 som ledamot av Kungliga Vetenskapsakademien och blev samma år ledamot av Kungliga Ingenjörsvetenskapsakademien. Hon var mellan 1 juli 2015 och 30 juni 2018 Vetenskapsakademiens preses och har tidigare varit dess 2:e vice preses.

## Priser och utmärkelser
- 1998 - Göran Gustafssonprisen
- 2001 - Sixten Heymans pris
- 2017 - Honory fellow of the Royal Society of Chemistry (RSC)[5]